# Maoizmus

Mao Ce-tung képe a Tienanmen téren

A maoizmus (kínai nyelven: 毛泽东思想, kiejtés: „maocetung-szehsziang”, lit. "Mao Ce-tungi eszme"), a marxista–leninista eszmeáramlatok egyike.
A maoizmus elmélete, a megalkotója Mao Ce-tung szerint, alá van vetve a gyakorlatnak, hiszen egy elmélet gyakorlati megvalósítás nélkül szerinte "exkrementum". Minden elméletet meg kell vizsgálni a gyakorlatban is, hiszen ha az alul marad a politikai küzdelemben, akkor vagy meg kell változtatni, vagy el kell vetni. Ez a gyakorlat orientáltság a kialakulásának történetével magyarázható: Mao végső győzelme előtt ádáz gerillaharcot vívott a polgári kuomintang és a megszálló japán császári hadsereg erői ellen. Mao sokkal inkább volt katona mint filozófus, ez abból is látszik, hogy elméleti munkásságának nagy része katonai stratégiákról szól. Mao szerint a háborúban csak a győzelem számít, és ugyanúgy az elméleteknél is csak az az elmélet bizonyul végül életszerűnek, ami a gyakorlatban is beválik. Ez által, hogy ennyire erősen a gyakorlatot helyezi előtérbe, az elmélet lesüllyed egy "próba-szerencse" játék szintjére. Ennek a talán legtragikusabb igazolása a "nagy ugrás" volt, ennek során az ország nehéziparát akarták felfejleszteni világszínvonalra, szinte teljes mértékben az erre a célra alkalmatlan személyzet és nyersanyagok nélkül. A mezőgazdasági termelés nagy részének külföldre szállítása, annak érdekében, hogy az ország devizatartalékokhoz jusson, hatalmas éhínséget okozott Kínában, több millió halottal.

## Története
Sztálin halála után a kommunista rendszer enyhült a Szovjetunióban és a szovjet érdekövezet államaiban. Mao Ce-tung elítélte ezt az enyhülési folyamot, s azt revizionizmusnak nevezte. Mao egyetértett Sztálinnal az osztályharc folytatódásának kérdésében a kommunista hatalomátvétel után, sőt egyenesen a kommunista párt funkcionáriusait, a nomenklatúrát tartotta burzsoáziának, amelynek érdekében áll a kapitalizmus visszaállítása. A kínai kulturális forradalom meghirdetett célja éppen ennek meggátlása volt. Emellett azonban a maoizmus kifejlesztett bizonyos saját elképzeléseket, melyek különböznek a többi kommunista irányzathoz képest, a legfontosabb, hogy a munkásság helyett a fő hangsúlyt a parasztságra helyezi, a kapitalizmus elleni harc legfontosabb módszere nem a munkások és a szakszervezetek harca, hanem a parasztfelkelés.
Mao halálát követően Kínában a reformista irányzatok kerekedtek felül, bár hivatalosan mind a mai napig Maót tekintik alapnak.
A hagyományos maoizmus Albániában még pár évig vezető politikai eszme maradt, egészen a két ország 1978-as szakításáig, amelyet követően Albánia az izolacionizmus politikáját képviselte.
Több kommunista országban is léteztek az 1960-as és 1970-es években úgynevezett baloldali ellenzéki csoportok, melyek a maoizmus talaján állva kritizálták a fennálló rendszert. Legmesszebb Bulgáriában mentek ezek a csoportok: 1965-ben Bulgáriában egy maoista ellenzéki csoport puccsot kísérelt meg Todor Zsivkov ellen.